# Комарек, Карел
Карел Комарек (чеш. Karel Komárek; род. 15 марта 1969, Годонин, Чехословацкая Социалистическая Республика) — чешский бизнесмен, состояние которого на март 2024 года составляет 9,4 миллиарда долларов. Он является одним из самых богатых граждан Чехии и основателем инвестиционной компании KKCG.

## Биография
Карел Комарек родился 15 марта 1969 года в Годонине, Чешская Республика. Он окончил инженерный факультет, а затем недолго работал в компании Sigma Hodonín.
В 2015 году Комарек женился на Штепанке Комарковой, это его второй брак. У него четверо детей, он проживает в Вербье, Швейцария. Комарек считается заядлым велосипедистом, гребцом и игроком в гольф.

## Карьера
В 1992 году Комарек основал компанию по оптовой продаже промышленной арматуры M.O.S. Hodonín со стартовым капиталом в 300 000 чешских крон, взятым у своего отца. В 1995 году Комарек основал международную инвестиционную компанию KKCG. В 1996 году его компания M.O.S. Hodonín изменила свое название на MOS Hodonín Morovia Systems и превратилась в поставщика технологий для горнодобывающей промышленности, что позволило Комареку прийти в энергетический бизнес. Затем последовала компания по производству энергии Moravské naftové doly (сейчас MND Group), которая теперь принадлежит инвестиционной компании Комарека KKCG.
Комарек является председателем попечительского совета Фонда семьи Карела Комарека вместе со своей женой Штепанкой.

### KKCG

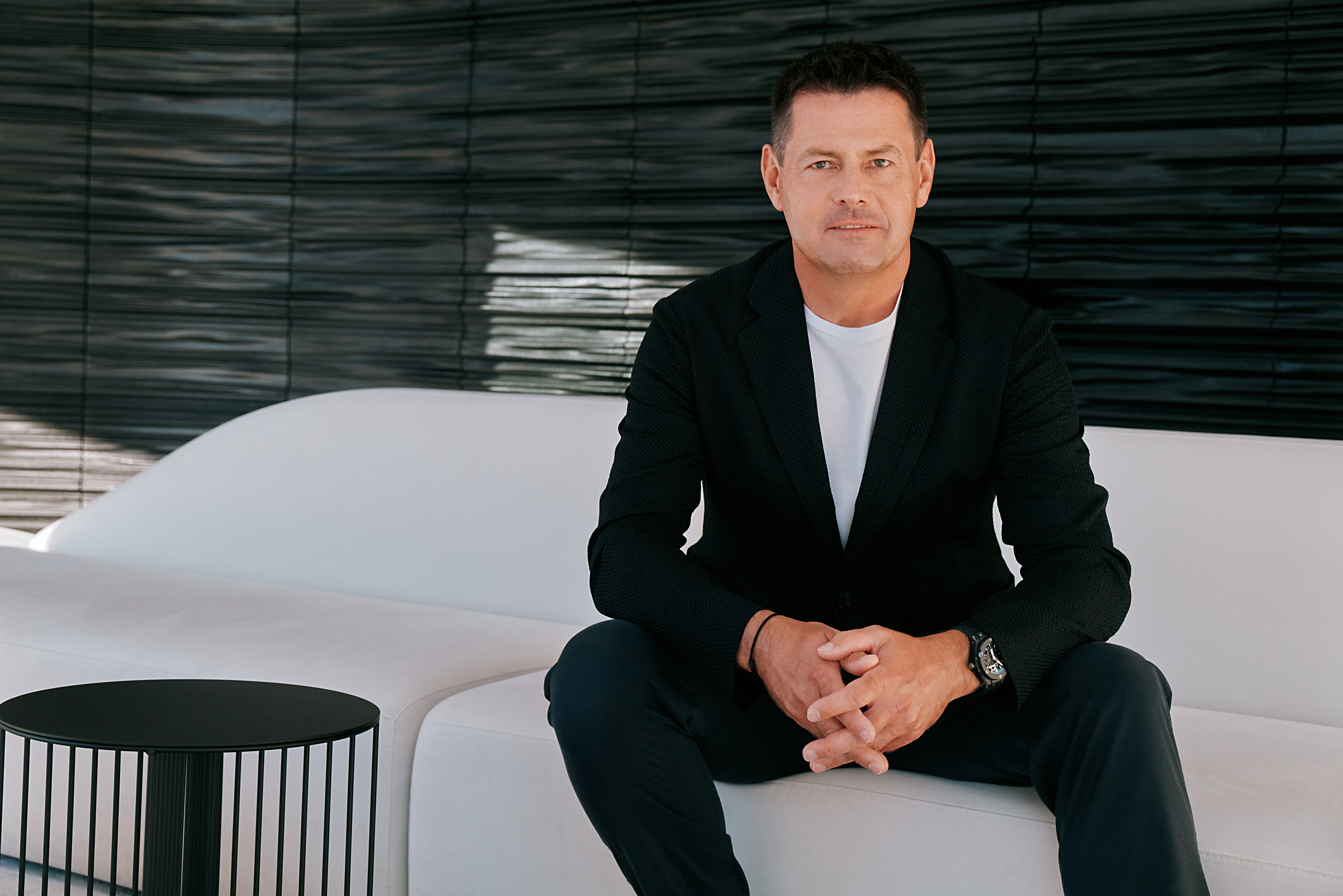
Комарек в 2023 году

Деятельность KKCG включает в себя лотереи и азартные игры, энергетику, информационные технологии и инвестиции. В число ее компаний входят Allwyn, MND, ARICOMA Group, KKCG Real Estate Group, венчурный фонд Springtide Ventures и другие. По состоянию на 2022 год KKCG работала в 33 странах.
В 2012 году KKCG стала единственным владельцем крупнейшей чешской лотерейной компании Sazka, которая впоследствии послужила краеугольным камнем для создания европейского игорного конгломерата Sazka Group. В 2021 году материнская компания Sazka Group, Sazka Entertainment, провела ребрендинг, превратившись в Allwyn. В портфель Allwyn входят Camelot UK, Camelot US (оператор государственной лотереи штата Иллинойс), Opap (Греция и Кипр), Casag (Австрия), Sazka (Чехия) и Lottoitalia (Италия).
KKCG также инвестирует в информационные технологии и активно работает на рынке недвижимости. Компания завершила различные жилые проекты "top rezidence" в Праге. В июне 2021 года компания завершила строительство офисно-торгового центра Bořislavka в районе Прага-6.
В 2023 году KKCG открыла завод по производству метанола в Западной Виргинии через компанию US Methanol, которая была основана KKCG в 2016 году.

### Состояние
В 2018 году Bloomberg оценил состояние Комарека в 3,3 млрд долларов США. В 2019 году Forbes поместил Комарека на 715-е место среди миллиардеров мира с оценкой состояния в 3 млрд долларов США; в 2022 году Forbes поместил его на 502-е место с оценкой состояния в 5.3 млрд. Bloomberg оценивает его чистый доход в 8,18 млрд. долларов США по состоянию на февраль 2023 года. В 2024 году Forbes оценил его чистый доход в 9 млрд. долларов США, поставив его на 303-е место в мире.

## Благотворительность
Комарек основал Фонд семьи Карела Комарека, который поддерживает Пражский международный музыкальный фестиваль имени Дворжака, одним из основателей которого он стал в 2008 году, и Фонд Промена. Фонд Промена занимается развитием общественного пространства в Чехии, в частности, реконструкцией парков и школьных садов. Фонд участвовал, в частности, в реконструкции парка Стржед в Мосте.
В 2020 году Фонд семьи Карела Комарека запустил проект, в рамках которого передал в дар чешским школам инструменты и приобрел у чешского производителя Petrof 11 пианино стоимостью 200 000 евро. В то же время он начал публичный сбор инструментов для 45 других школ. В 2023 году была запущена вторая кампания по сбору средств для приобретения 21 инструмента на сумму 10,3 млн крон, половина из которых будет собрана KKFF. В августе 2021 года он пожертвовал 150 млн крон на восстановление города Годонин после того, как город был разрушен торнадо в июне 2021 года.
Комарек получил Золотую медаль в области искусств от Центра исполнительских искусств имени Джона Ф. Кеннеди за достижения в области искусства. Он и его жена также поддержали строительство здания "Reach center" в Центре Кеннеди в 2019 году.